# Tanka (moneta)
Tanka (z sanskrytu तन्कह् tankah – srebrna moneta) – określenie średniowiecznych monet złotych i srebrnych w muzułmańskich Indiach.

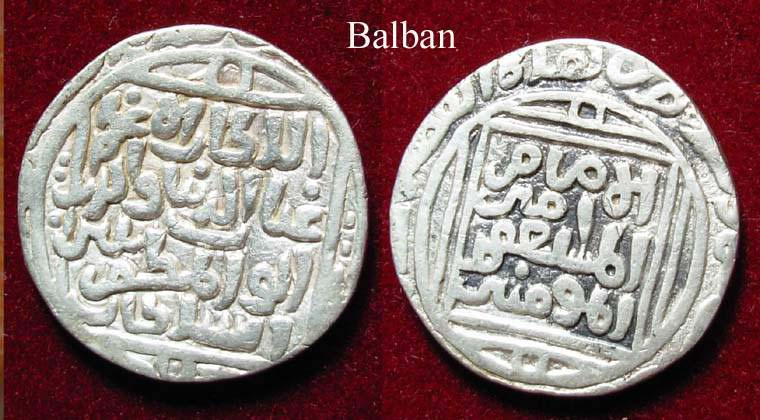
Srebrna tanka sułtana Balbana (XIII wiek)

Wprowadzone zostały w końcu XII wieku przez muzułmańskich zdobywców Indii jako wartościowe monety z kruszców szlachetnych. Stanowiły główny pieniądz obiegowy w Sułtanacie Delhijskim. Pierwotnie tanka była monetą srebrną wartości 8 dirhemów; od początku XIII w. bito również monetę złotą, która za panowania Muhammada Ghori (Muhammada bin Sama) miała wagę 11 g (srebrna 12,5-13 g). Wczesny typ nosił wyobrażenie jeźdźca (władcy na koniu), późniejsze jednak opatrywano tylko arabskimi napisami. Istniały ponadto frakcje (połówka – najczęstsza, rzadsze – ćwiartka, trzeciak). Za Muhammada III (1325-51) wypuszczano też cięższe sztuki złota o wadze 12,7-13 g. Oprócz złotych monet krągłych okresowo emitowano i kwadratowe (w pocz. XIV w.).
Monety te bito również w innych częściach muzułmańskich Indii (Dekan, Bengal, Gudżarat, Kaszmir), w różnym stopniu zależnych od sułtanatu Delhi, a także w Persji. Na różnych obszarach Indii późniejsza wartość tanki była niejednakowa – istniały bowiem też monety bilonowe i miedziane. Dopiero w początkach XVI stulecia zostały wyparte przez złoty mohur i srebrną rupię jako emisje zwycięskich Mogołów.
Od nazwy tej pochodzi określenie:
- bitych od schyłku XVI w. monet portugalskich Indii (tanga de prata);
- emitowanych od XVIII w. srebrnych monet tybetańskich (tang-ka);
- miedzianych pajsów (takka) państwa Bharatpur wypuszczanych w XVIII-XX w.;
- jednostki współczesnej waluty Bangladeszu – taka.